# Leiocephalus lunatus
Espèce
Synonymes
- Leiocephalus personatus lunatus Cochran, 1934
- Leiocephalus personatus louisae Cochran, 1934

Leiocephalus lunatus est une espèce de sauriens de la famille des Leiocephalidae.

## Répartition
Cette espèce est endémique de la République dominicaine. Elle se rencontre dans le Sud-Est d'Hispaniola, ainsi que sur les îles Saona (L. l. louisae) et Catalina (L. l. melaenascelis).

## Liste des sous-espèces
Selon The Reptile Database (23 mars 2013) :
- Leiocephalus lunatus arenicolor Mertens, 1939
- Leiocephalus lunatus lewisi Schwartz, 1967
- Leiocephalus lunatus louisae Cochran, 1934
- Leiocephalus lunatus lunatus Cochran, 1934
- Leiocephalus lunatus melaenoscelis Schwartz, 1967
- Leiocephalus lunatus thomasi Schwartz, 1967

## Publications originales
- Cochran, 1934 : A new lizard, Leiocephalus personatus lunatus, from the Dominican Republic. Occasional Papers of the Boston Society of Natural History, vol. 8, p. 153-156 (texte intégral).
- Cochran, 1934 : Herpetological collections made in Hispaniola by the Utowana Expedition, 1934. Occasional Papers of the Boston Society of Natural History, vol. 8, p. 163-188 (texte intégral).
- Mertens, 1939 : Herpetologische Ergebnisse einer Reise nach der Insel Hispaniola, Westindien. Abhandlungen herausgegeben von der Senckenbergs schen naturforschenden Gesellsrhaft (Frankfurt) vol. 449, p. 1-84.
- Schwartz, 1967 : The Leiocephalus (Lacertilia: Iguanidae) of Hispaniola. II. The Leiocephalus personatus complex. Tulane Studies in Zoology, vol. 14, p. 1-53 (texte intégral).